# Monaco aux Jeux olympiques d'été de 2004
Cet article contient des informations sur la participation et les résultats de Monaco aux Jeux olympiques d'été de 2004, qui ont eu lieu à Athènes en Grèce.

## Résultats

### Athlétisme
Sébastien Gattuso est éliminé dès les séries en prenant la 54e place au total mais réussit à égaler son propre record de Monaco. 
Homme
| Athlète           | Épreuve | Série         | Série | Quart de finale | Quart de finale | Demi-finale  | Demi-finale  | Finale       | Finale       |
| Athlète           | Épreuve | Résultat      | Rang  | Résultat        | Rang            | Résultat     | Rang         | Résultat     | Rang         |
| ----------------- | ------- | ------------- | ----- | --------------- | --------------- | ------------ | ------------ | ------------ | ------------ |
| Sébastien Gattuso | 100 m   | 10 s 58 (=NR) | 7e    | Non qualifié    | Non qualifié    | Non qualifié | Non qualifié | Non qualifié | Non qualifié |

### Natation
Homme
| Athlète             | Épreuve                 | Séries  | Séries            | Demi-finale  | Demi-finale  | Finale       | Finale       |
| Athlète             | Épreuve                 | Temps   | Rang              | Temps        | Rang         | Temps        | Rang         |
| ------------------- | ----------------------- | ------- | ----------------- | ------------ | ------------ | ------------ | ------------ |
| Jean-Laurent Ravera | 100 m nage libre hommes | 56 s 47 | 8e (62e au total) | Non qualifié | Non qualifié | Non qualifié | Non qualifié |

### Tir
Femmes
| Athlète          | Épreuve                    | Qualification | Qualification | Finale        | Finale        |
| Athlète          | Épreuve                    | Points        | Rang          | Points        | Rang          |
| ---------------- | -------------------------- | ------------- | ------------- | ------------- | ------------- |
| Fabienne Pasetti | Carabine 10 m air comprimé | 382           | 43e           | Non qualifiée | Non qualifiée |

## Référence
- (en) Cet article est partiellement ou en totalité issu de l’article de Wikipédia en anglais intitulé « Monaco at the 2004 Summer Olympics » (voir la liste des auteurs).